# Cosmotomidius
Cosmotomidius is een kevergeslacht uit de familie van de boktorren (Cerambycidae). De wetenschappelijke naam van het geslacht werd voor het eerst geldig gepubliceerd in 1931 door Melzer.

## Soorten
Cosmotomidius omvat de volgende soorten:
- Cosmotomidius cacaoensis Touroult, Tavakilian & Dalens, 2010
- Cosmotomidius crudiaphilus Touroult, Tavakilian & Dalens, 2010
- Cosmotomidius egregius (Martins & Galileo, 2007)
- Cosmotomidius elongatus Touroult, Tavakilian & Dalens, 2010
- Cosmotomidius morvanae Touroult, Tavakilian & Dalens, 2010
- Cosmotomidius nigrisetosus Touroult, Tavakilian & Dalens, 2010
- Cosmotomidius setosus (Audinet-Serville, 1835)
- Cosmotomidius vincus Machado & M. L. Monné, 2009